# 西大田ネゴリ駅
西大田ネゴリ駅（ソデジョンネゴリえき）は、大韓民国大田広域市中区龍頭洞にある大田交通公社1号線の駅である。駅番号は107。
「ネゴリ」とは朝鮮語で交差点（四差路）を意味する固有語で、漢字表記を持たない。

## 歴史
- 2006年3月16日 - 1号線板岩 - 政府庁舎間開通に伴い開業。

## 駅構造
島式ホーム1面2線の地下駅。ホームドア完備。
のりば
| 上り | ●1号線 | 板岩方面 |
| 下り | ●1号線 | 盤石方面 |

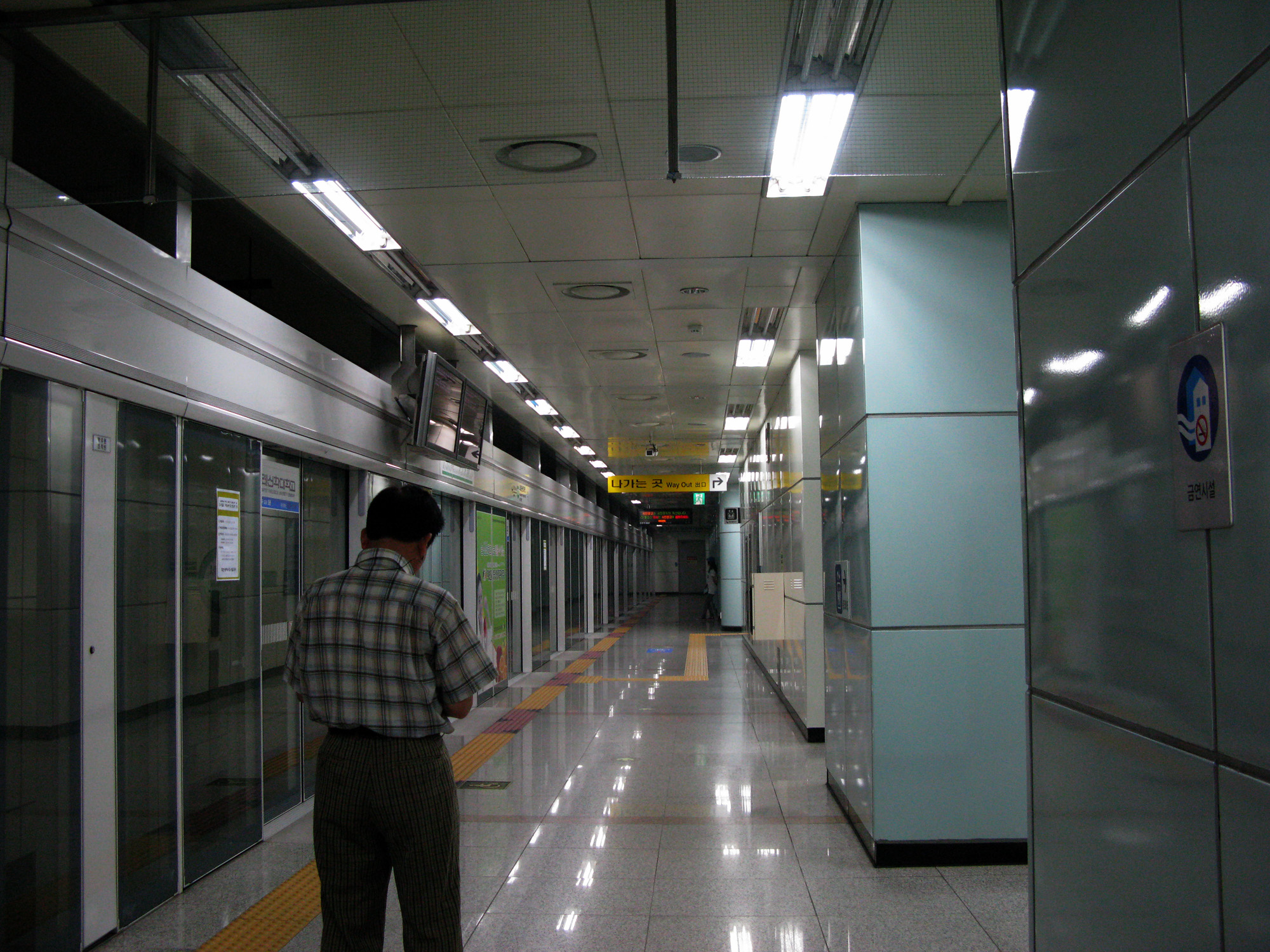
ホーム
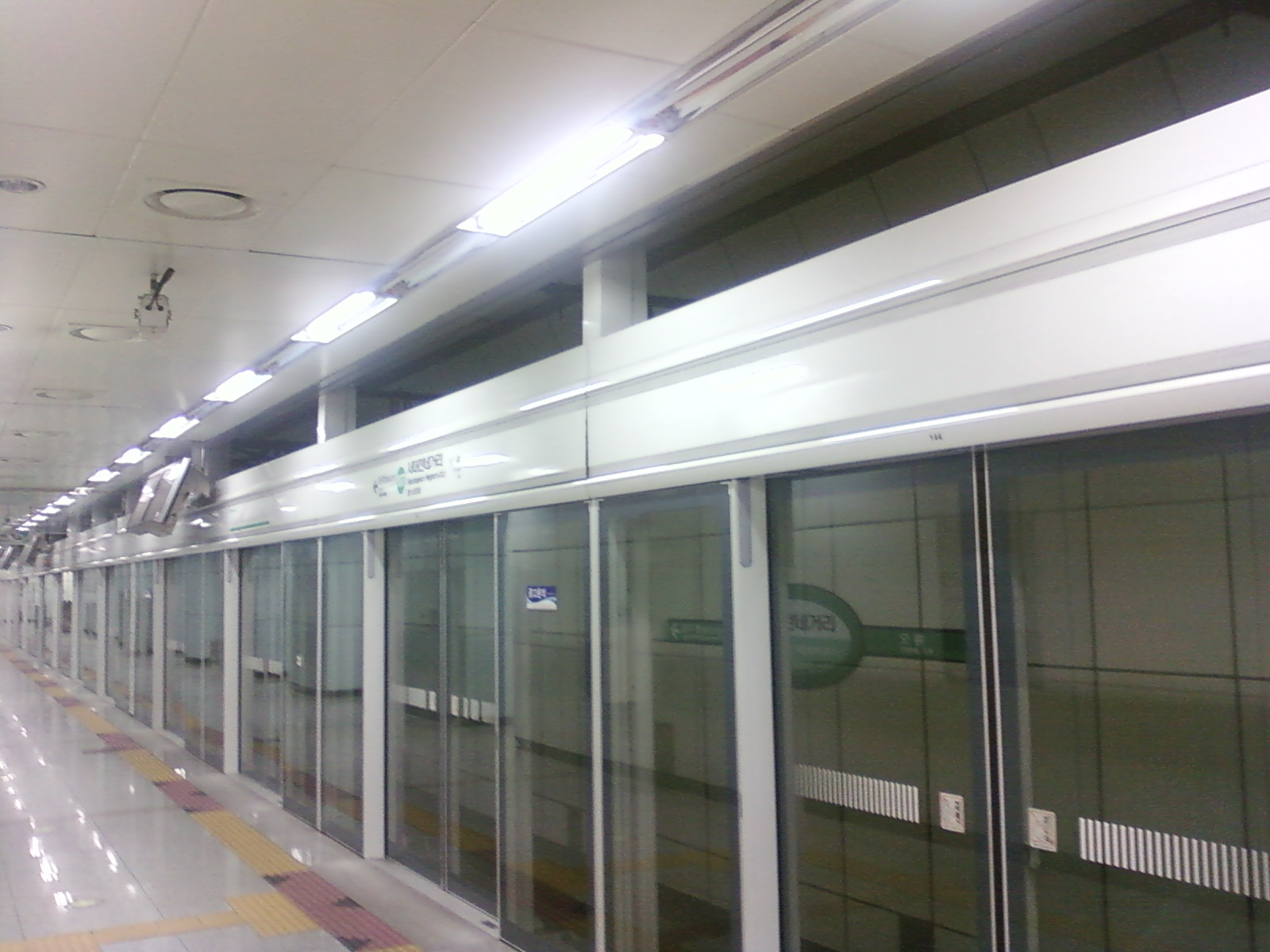
ホームドア
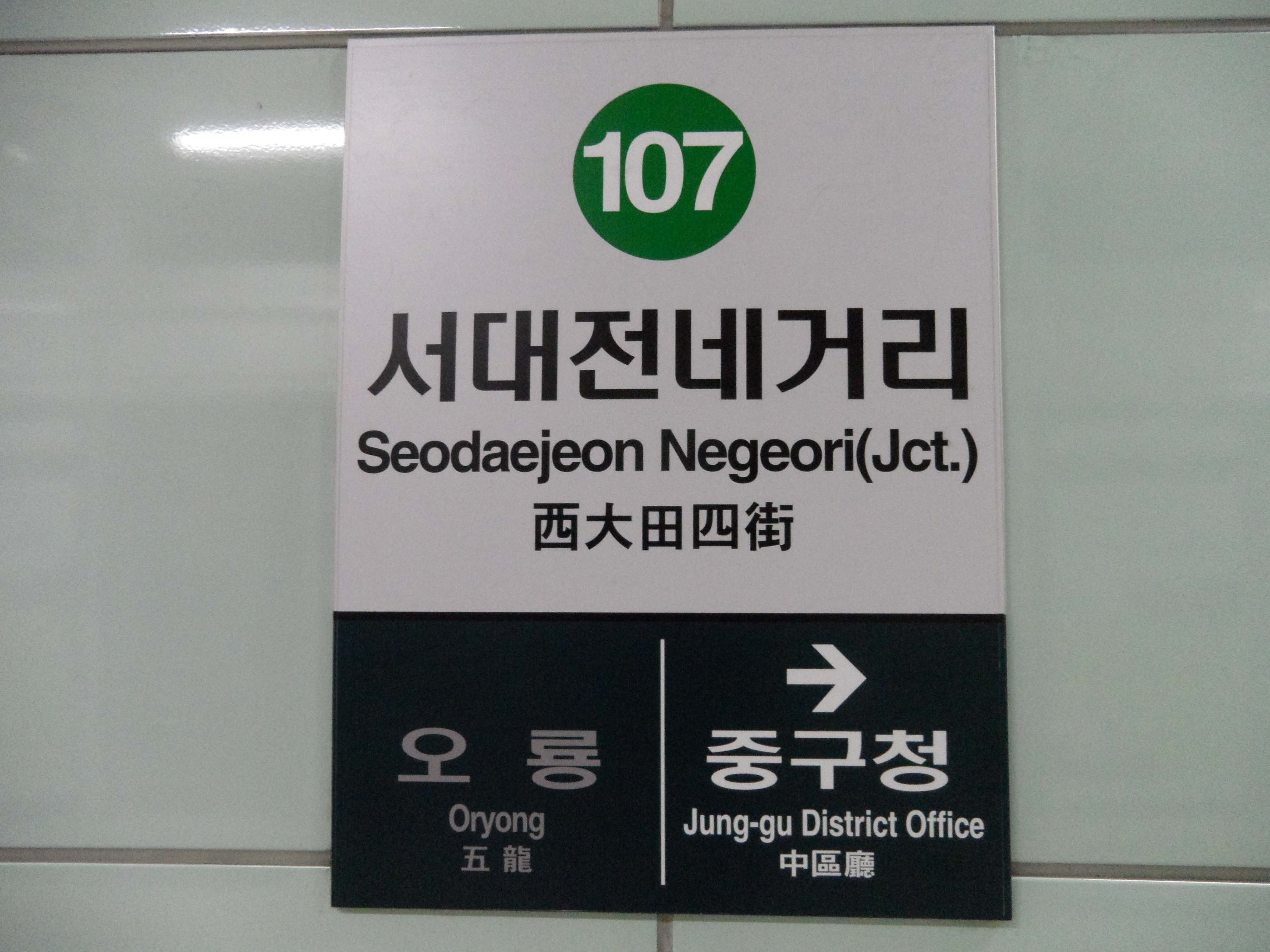
駅名標

## 駅周辺
- 忠南大学校病院
- 西大田郵便局
- KT西大田支店
- セイ百貨店
- 西大田初等学校
- 大田忠南地方兵務庁
- 大田CBS
- CJCGV大田
- ホームプラス文化店
- 西大田市民公園

## 利用状況
| 路線   | 乗車人員 | 乗車人員 | 乗車人員 | 乗車人員 |
| 路線   | 2006年   | 2007年   | 2008年   | 2009年   |
| ------ | -------- | -------- | -------- | -------- |
| ●1号線 | 3323     | 5140     | 6060     | 7351     |

## 隣の駅
大田交通公社
●1号線
中区庁駅 (106) - 西大田ネゴリ駅 (107) - 五龍駅 (108)